# Olga Kuczerienko
Olga Siergiejewna Kuczerienko (ros. О́льга Серге́евна Кучере́нко; ur. 5 listopada 1985) – rosyjska lekkoatletka, specjalizująca się w skoku w dal. 
Zdobyła brązowy medal halowych  mistrzostw Europy, który zdobyła w 2009 roku. W 2010 zdobyła brąz podczas mistrzostw Europy.

## Osiągnięcia
| Rok  | Impreza                                 | Miejsce   | Pozycja           | Wynik |
| ---- | --------------------------------------- | --------- | ----------------- | ----- |
| 2008 | Halowe mistrzostwa świata               | Walencja  | el. – 10. miejsce | 6,32  |
| 2009 | Halowe mistrzostwa Europy               | Turyn     | 3. miejsce        | 6,82  |
| 2009 | Superliga drużynowych mistrzostw Europy | Leiria    | 2. miejsce        | 6,73  |
| 2009 | Mistrzostwa świata                      | Berlin    | 5. miejsce        | 6,77  |
| 2009 | Światowy finał lekkoatletyczny IAAF     | Saloniki  | 4. miejsce        | 6,61  |
| 2010 | Superliga drużynowych mistrzostw Europy | Bergen    | 2. miejsce        | 6,67  |
| 2010 | Mistrzostwa Europy                      | Barcelona | 3. miejsce        | 6,84  |
| 2011 | Mistrzostwa świata                      | Daegu     | DSQ               | 6,77  |
| 2013 | Mistrzostwa świata                      | Moskwa    | 5. miejsce        | 6,81  |

## Rekordy życiowe
- Skok w dal (stadion) – 7,13 (2010)
- Skok w dal (hala) – 7,00 (2013)